# Scot Carrier
Scot Carrier er et engelskregistreret fragtskib, bygget i Hoogezand i Holland og søsat i 2018.

## Ulykke i Bornholmsgattet
Den 13. december 2021 klokken 03:30 var Scot Carrier involveret i en skibsulykke i Bornholmsgattet mellem Kåseberga og Rønne. Scot Carrier kolliderede med det danske fragtskib Karin Høj, med to personer om bord, som kæntrede. En person i besætningen på det kæntrede skib døde, og den anden er savnet.
Redningsaktionen var omfattende med omkring 10 både fra Søredningen og Kystvagten, også fly og helikoptere deltog i eftersøgningen af besætningen. Under dykning blev én person fundet død i en kahyt ombord, en person er stadig savnet.

## Retsligt ansvar for ulykken
To personer på Scot Carrier blev anholdt med det samme, den ene blev løsladt efter afhøring, den anden er pr. december 2021 varetægtsfængslet under mistanke for at have forvoldt en andens død, grov uagtsomhed i søtrafik og spiritussejlads.
Det britiske besætningsmedlem, der har siddet varetægtsfængslet i Trelleborg siden 15. december 2021, fik afvist sin ankesag i både appelretten og højesteret, og blev i februar 2022 udleveret til Danmark. Ved Københavns Byrets dom den 16. juni 2022 blev styrmanden i dømt 1½ års fængsel for uagtsomt manddrab.

## Eksterne kilder
- Rederiet Høj A/S hjemmeside. Arkiveret 14. maj 2021 hos  Wayback Machine
- Rederiet Scotlines hjemmeside.
- The Maritime Executive. Læst 20 december 2021.